# Кард
Кардът е вид ислямски нож, съществуващ в Турция, Армения, Персия и Индия. Предимно използва през XVIII в. и преди това, оръжието представлява право острие, заострено от едната страна и не по-дълго от 40,5 см. Няма предпазител между острието и дръжката, която често е от кост, слонова кост или от рог. Оръжието е предназначено най-вече за мушкане. Едно от основните характеристики на кардът е, че дръжката е само от части, а не изцяло, покрита от калъфа.